# 모드셀렉터

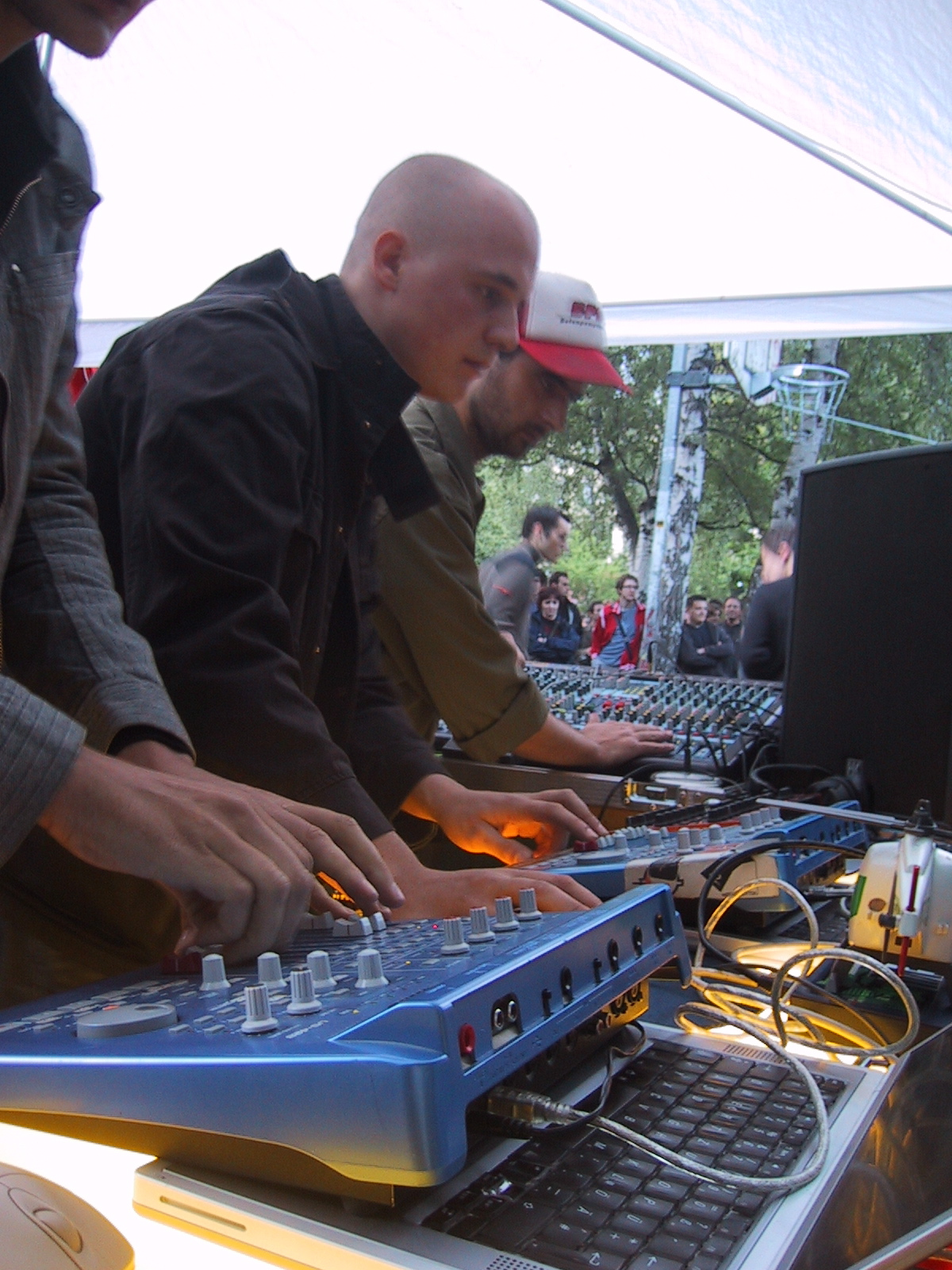

모드셀렉터(Modeselektor)는 베를린의 전자음악 밴드이다.

## 개요
1992년 게르노트 브론세르트와 제바스티안 사리가 만나 결성하였다. 초기에는 'Fundamental Knowledge'라는 이름으로 활동하다가, 1996년 'Modeselektor'로 이름을 바꾸었다.
2000년 엘렌 알리엔을 만나 BPitch Control에 소속하게 되었다.
라디오헤드의 가수 톰 요크는 모드셀렉터를 애호하며, 여러 인터뷰에서 모드셀렉터의 앨범을 추천한 바 있다.